# Vild med dans (sæson 21)
Den 21. sæson af Vild med dans blev sendt fra den 20. september til 22. november 2024 på TV 2.
Martin Johannes Larsen var vært for tredje gang, mens Cilia Trappaud overtog efter Sarah Grünewald, som i september 2023 annoncerede at sæson 20 af Vild med dans ville blive hendes sidste som vært.
Fredrik Trudslev, finalist fra sæson 20, var backstage-reporter og gav seerne et kig bag kulisserne. 
Den 30. august 2024 offentliggjorde TV 2 navnene på deltagerne i sæsonen.
I begyndelsen af september annoncerede TV 2 at antallet af dommere i den kommende sæson ville blive skåret ned fra fem til tre, da både Anne Laxholm og Nikolaj Hübbe trak sig fra programmet. Dommerpanelet bestod herefter af gengangere Marianne Eihilt og Sonny Fredie-Pedersen med Lene James Mikkelsen som ny dommer.
I forbindelse med Claes Antonsens fratrædelse som kapelmester for The Antonelli Orchestra, blev Oliver McEwan annonceret som ny kapelmester for programmet. Han vil samle et nyt orkester.
Den 22. november 2024 blev Anna Munch og Eugen Miu udnævnt som vindere af programmet.

## Par
| #  | Kendt               | Profession      | Professionel dansepartner | Status      |
| -- | ------------------- | --------------- | ------------------------- | ----------- |
| 10 | Dot Wessman         | Bakkesangerinde | Nikolaj Lund              | Ude         |
| 9  | Victor Gairy Aasmul | Kajakroer       | Mille Funk                | Ude         |
| 8  | Sara Lygum          | Tv-vært         | Damian Czarnecki          | Ude         |
| 7  | Kamal Hassan        | Radiovært       | Mie Moltke                | Ude         |
| 6  | May Lifschitz       | Skuespiller     | Mads Vad                  | Udgik       |
| 5  | Philip May          | Tv-personlighed | Camilla Dalsgaard         | Ude         |
| 4  | Rachel Ellebye      | Tv-personlighed | Thomas Evers Poulsen      | Ude         |
| 3  | Rasmus Staghøj      | Tv-vært         | Asta Björk Ivarsdottir    | Tredjeplads |
| 2  | Morten Hemmingsen   | Skuespiller     | Malene Østergaard         | Andenplads  |
| 1  | Anna Munch          | Influencer      | Eugen Miu                 | Vindere     |

## Resultater
| Par              | Plads | 1  | 2  | 1+2 | 3  | 4  | 5  | 6          | 7          | 6+7 | 8        | 9       | 8+9 | 10       |
| ---------------- | ----- | -- | -- | --- | -- | -- | -- | ---------- | ---------- | --- | -------- | ------- | --- | -------- |
| Anna & Eugen     | 1     | 11 | 16 | 27  | 14 | 29 | 23 | 21+25+5=51 | 26+10+0=36 | 87  | 29+25=54 | 35+8=43 | 97  | 28+30=58 |
| Morten & Malene  | 2     | 10 | 11 | 21  | 18 | 23 | 25 | 22+24+1=47 | 25+9+10=44 | 91  | 25+27=52 | 37+4=41 | 93  | 28+30=58 |
| Rasmus & Asta    | 3     | 11 | 10 | 21  | 12 | 21 | 15 | 16+25+1=42 | 18+6+0=24  | 66  | 22+23=45 | 35+6=41 | 86  | 27+28=55 |
| Rachel & Thomas  | 4     | 9  | 12 | 21  | 15 | 21 | 18 | 18+24+5=47 | 20+7+0=27  | 74  | 21+23=44 | 32+2=34 | 78  |          |
| Philip & Camilla | 5     | 12 | 12 | 24  | 17 | 22 | 22 | 19+25+1=45 | 24+8+5=37  | 82  |          |         |     |          |
| May & Mads       | 6     | 13 | 15 | 28  | 15 | 24 | 24 | 21+24+5=50 | —          | —   |          |         |     |          |
| Kamal & Mie      | 7     | 10 | 16 | 26  | 16 | 23 | 19 |            |            |     |          |         |     |          |
| Sara & Damian    | 8     | 12 | 10 | 22  | 13 | 17 |    |            |            |     |          |         |     |          |
| Victor & Mille   | 9     | 9  | 12 | 21  | 12 |    |    |            |            |     |          |         |     |          |
| Dot & Nikolaj    | 10    | 12 | 14 | 26  |    |    |    |            |            |     |          |         |     |          |

Nøgle
     indikerer parret, der fik førstepladsen
     indikerer parret, der fik andenpladsen
     indikerer parret, der fik tredjepladsen
     indikerer parret, der var i omdans, men gik videre
     indikerer parret, der udgik
     indikerer det første par, der blev stemt ud
     indikerer parret, der er fredet i denne episode.
Grønne tal indikerer de højeste point for hver uge
Røde tal indikerer de laveste point for hver uge

### Gennemsnit
| Plads ift. gennemsnit | Plads | Par              | Total | Antal danse | Gennemsnit |
| --------------------- | ----- | ---------------- | ----- | ----------- | ---------- |
| 1                     | 1     | Anna & Eugen     | 296   | 13          | 22.8       |
| 2                     | 2     | Morten & Malene  | 291   | 13          | 22.4       |
| 3                     | 3     | Rasmus & Asta    | 251   | 13          | 19.3       |
| 4                     | 6     | May & Mads       | 130   | 7           | 18.6       |
| 5                     | 5     | Philip & Camilla | 148   | 8           | 18.5       |
| 6                     | 4     | Rachel & Thomas  | 201   | 11          | 18.3       |
| 7                     | 7     | Kamal & Mie      | 79    | 5           | 15.8       |
| 8                     | 10    | Dot & Nikolaj    | 26    | 2           | 13.0       |
| 9                     | 8     | Sara & Damian    | 49    | 4           | 12.3       |
| 10                    | 9     | Victor & Mille   | 33    | 3           | 11.0       |

## Danse og sange

### Uge 1: Premiere
| Nummer | Par              | Dans        | Musik                                          | Eihilt | Fredie-Pedersen | Mikkelsen | Point |
| ------ | ---------------- | ----------- | ---------------------------------------------- | ------ | --------------- | --------- | ----- |
| 1      | Morten & Malene  | Cha-cha-cha | “Sunny” — Boney M                              | 3      | 3               | 4         | 10    |
| 2      | Kamal & Mie      | Vals        | “When I Need You” — Leo Sayer                  | 3      | 4               | 3         | 10    |
| 3      | Rasmus & Asta    | Cha-cha-cha | “Smooth” — Santana ft. Rob Thomas              | 3      | 5               | 3         | 11    |
| 4      | Philip & Camilla | Tango       | “Unholy” — Sam Smith & Kim Petras              | 5      | 4               | 3         | 12    |
| 5      | Dot & Nikolaj    | Vals        | “If You Don´t Know Me by Now” — Simply Red     | 3      | 5               | 4         | 12    |
| 6      | Victor & Mille   | Tango       | “Be My Baby” — The Ronettes                    | 3      | 3               | 3         | 9     |
| 7      | Anna & Eugen     | Pasodoble   | “Bloody Mary” — Lady Gaga                      | 5      | 3               | 3         | 11    |
| 8      | May & Mads       | Cha-cha-cha | “Higher” — Michael Bublé                       | 5      | 4               | 4         | 13    |
| 9      | Rachel & Thomas  | Pasodoble   | “I Ran (So Far Away)” — Hidden Citizens        | 3      | 3               | 3         | 9     |
| 10     | Sara & Damian    | Quickstep   | “No Swinging In Your Walking” — Black Cat Zoot | 4      | 4               | 4         | 12    |

- Ingen par blev stemt ud, og pointene fra dette program blev overført til programmet den følgende uge.

### Uge 2: Best of 2024
| Nummer | Par              | Dans        | Musik                                    | Eihilt | Fredie-Pedersen | Mikkelsen | Point | Resultat |
| ------ | ---------------- | ----------- | ---------------------------------------- | ------ | --------------- | --------- | ----- | -------- |
| 1      | Philip & Camilla | Cha-cha-cha | “Espresso” — Sabrina Carpenter           | 3      | 4               | 4         | 11    | Videre   |
| 2      | Rachel & Thomas  | Vals        | “There Goes My Baby” — d4vd              | 4      | 4               | 4         | 12    | Videre   |
| 3      | Sara & Damian    | Pasodoble   | “Hot Honey” — Tiesto & Alana Springsteen | 4      | 3               | 3         | 10    | Videre   |
| 4      | Anna & Eugen     | Quickstep   | “Birds Of A Feather” — Billie Eilish     | 5      | 6               | 5         | 16    | Videre   |
| 5      | Kamal & Mie      | Cha-cha-cha | “No Angels” — Justin Timberlake          | 6      | 5               | 5         | 16    | Videre   |
| 6      | May & Mads       | Quickstep   | “Texas Hold ‘Em” — Beyoncé               | 5      | 5               | 5         | 15    | Videre   |
| 7      | Morten & Malene  | Vals        | “Older” — Lizzy McAlpine                 | 3      | 4               | 4         | 11    | Videre   |
| 8      | Dot & Nikolaj    | Pasodoble   | “Training Season” — Dua Lipa             | 5      | 4               | 5         | 14    | Ude      |
| 9      | Rasmus & Asta    | Tango       | “We Pray” — Coldplay                     | 3      | 4               | 3         | 10    | Videre   |
| 10     | Victor & Mille   | Cha-cha-cha | “Yes, and?” — Ariana Grande              | 4      | 4               | 4         | 12    | Omdans   |

### Uge 3: Teenageværelset
| Nummer | Par              | Dans        | Musik                                         | Eihilt | Fredie-Pedersen | Mikkelsen | Point | Resultat |
| ------ | ---------------- | ----------- | --------------------------------------------- | ------ | --------------- | --------- | ----- | -------- |
| 1      | Rasmus & Asta    | Jive        | “Everybody (Baseballs’ Back)” — The Baseballs | 4      | 4               | 4         | 12    | Videre   |
| 2      | May & Mads       | Rumba       | “Just Like A Pill” — P!nk                     | 6      | 4               | 5         | 15    | Omdans   |
| 3      | Victor & Mille   | Vals        | “Gravity” — John Mayer                        | 5      | 3               | 4         | 12    | Ude      |
| 4      | Sara & Damian    | Jive        | “Superlove” — Malurt                          | 5      | 3               | 5         | 13    | Videre   |
| 5      | Anna & Eugen     | Cha-cha-cha | “Taste” — Sabrina Carpenter                   | 4      | 5               | 5         | 14    | Videre   |
| 6      | Rachel & Thomas  | Jive        | “Shake it off” — Taylor Swift                 | 5      | 5               | 5         | 15    | Videre   |
| 7      | Kamal & Mie      | Tango       | “Yeah!” — Usher feat. Lil John og Ludacris    | 5      | 6               | 5         | 16    | Videre   |
| 8      | Philip & Camilla | Rumba       | “Every Little Part Of Me” — Julie             | 5      | 7               | 5         | 17    | Videre   |
| 9      | Morten & Malene  | Pasodoble   | “Smells Like Teen Spirit” — Nirvana           | 6      | 6               | 6         | 18    | Videre   |

### Uge 4: Musical
| Nummer | Par              | Dans      | Musik                                                      | Holst | Eihilt | Fredie-Pedersen | Mikkelsen | Point | Resultat |
| ------ | ---------------- | --------- | ---------------------------------------------------------- | ----- | ------ | --------------- | --------- | ----- | -------- |
| 1      | Kamal & Mie      | Jive      | “Strengelegen” fra musicalen Midt om natten                | 5     | 6      | 6               | 6         | 23    | Videre   |
| 2      | Morten & Malene  | Tango     | “One night in Bangkok” fra musicalen Chess                 | 5     | 5      | 7               | 6         | 23    | Videre   |
| 3      | Philip & Camilla | Pasodoble | “Land of Lola” fra musicalen Kinky boots                   | 5     | 5      | 7               | 5         | 22    | Omdans   |
| 4      | Rasmus & Asta    | Slowfox   | “Nogens prinsesse” fra musicalen Askepot                   | 4     | 5      | 7               | 5         | 21    | Videre   |
| 5      | Rachel & Thomas  | Tango     | “Money Money Money” fra musicalen Mamma Mia                | 4     | 5      | 7               | 5         | 21    | Videre   |
| 6      | Sara & Damian    | Vals      | “Leve uden tyngdekraft” fra musicalen Wicked               | 3     | 4      | 5               | 5         | 17    | Ude      |
| 7      | Anna & Eugen     | Tango     | “You should be dancing” fra musicalen Saturday Night Fever | 7     | 6      | 8               | 8         | 29    | Videre   |
| 8      | May & Mads       | Jive      | “Don’t Stop Me Now’ fra musicalen We Will Rock You         | 6     | 6      | 6               | 6         | 24    | Videre   |

- Silas Holst var med som gæstedommer.[10]

### Uge 5: Kærlig hilsen værterne
| Nummer | Par              | Dans      | Musik                                               | Eihilt | Fredie-Pedersen | Mikkelsen | Point | Resultat |
| ------ | ---------------- | --------- | --------------------------------------------------- | ------ | --------------- | --------- | ----- | -------- |
| 1      | Rachel & Thomas  | Samba     | "The Moves" — NEIKED feat. Muni Long & Nile Rodgers | 6      | 6               | 6         | 18    | Omdans   |
| 2      | Rasmus & Asta    | Pasodoble | "Fallin’ (Adrenaline)" — Why Don't We               | 5      | 5               | 5         | 15    | Videre   |
| 3      | Anna & Eugen     | Rumba     | "Limit to Your Love" — James Blake                  | 8      | 8               | 7         | 23    | Videre   |
| 4      | Kamal & Mie      | Pasodoble | "Industry Baby" — Lil Nas X feat. Jack Harlow       | 7      | 6               | 6         | 19    | Ude      |
| 5      | May & Mads       | Vals      | "Love Ain’t Here Anymore" — Take That               | 8      | 8               | 8         | 24    | Videre   |
| 6      | Morten & Malene  | Samba     | "Mambo #5" — Pérez Prado                            | 8      | 8               | 9         | 25    | Videre   |
| 7      | Philip & Camilla | Quickstep | "It’s Not Unusual" — Tom Jones                      | 7      | 8               | 7         | 22    | Videre   |

### Uge 6: Tour de Dans - etape 1
| Nummer | Par              | Dans    | Musik                                                      | Eihilt | Fredie-Pedersen | Mikkelsen | Point |
| ------ | ---------------- | ------- | ---------------------------------------------------------- | ------ | --------------- | --------- | ----- |
| 1      | Anna & Eugen     | Slowfox | "We Can't Be Friends (Wait for Your Love)" — Ariana Grande | 7      | 7               | 7         | 21    |
| 2      | Philip & Camilla | Slowfox | "Når mænd græder" — Tobias Rahim                           | 6      | 7               | 6         | 19    |
| 3      | Rasmus & Asta    | Vals    | "Only One Road" — Celine Dion                              | 5      | 6               | 5         | 16    |
| 4      | May og Mads      | Slowfox | "Det er ikke det du siger" — Anne Linnet Band              | 8      | 6               | 7         | 21    |
| 5      | Morten & Malene  | Rumba   | "Zombie" — Bad Wolves                                      | 7      | 7               | 8         | 22    |
| 6      | Rachel & Thomas  | Slowfox | "You Make Me Feel So Young"— Frank Sinatra                 | 6      | 6               | 6         | 18    |

#### Holddanse
| Nummer | Par                                              | Dans         | Musik                                              | Eihilt | Fredie-Pedersen | Mikkelsen | Point |
| ------ | ------------------------------------------------ | ------------ | -------------------------------------------------- | ------ | --------------- | --------- | ----- |
| 1      | Anna og Eugen, Philip og Camilla, Rasmus og Asta | Streetbasket | "It's Like That" — Run-D.M.C.                      | 9      | 8               | 8         | 25    |
| 2      | May og Mads, Rachel og Thomas, Morten og Malene  | Discotennis  | "You Make Me Feel (Mighty Real)" — Sylvester James | 8      | 8               | 8         | 24    |

#### Salsa battle
| Nummer | Par                             | Dans  | Musik                           | Point |
| ------ | ------------------------------- | ----- | ------------------------------- | ----- |
| 1      | May & Mads Rasmus & Asta        | Salsa | "Bam Bam" — Camila Cabello      | 5 1   |
| 2      | Anne & Eugen Philip & Camilla   | Salsa | "Mani Picao" — Ricky Campanelli | 5 1   |
| 3      | Rachel & Thomas Morten & Malene | Salsa | "Vente Pa' Ca" — Ricky Martin   | 5 1   |

- Ingen par blev stemt ud, og pointene fra dette program blev overført til programmet den følgende uge.

### Uge 7: Tour de Dans - etape 2
Kort før programstart måtte May og Mads udgå fra programmet, da May havde et maveonde og ikke var i stand til at gå på gulvet.
| Nummer | Par              | Dans      | Musik                                         | Eihilt | Fredie-Pedersen | Mikkelsen | Point | Resultat |
| ------ | ---------------- | --------- | --------------------------------------------- | ------ | --------------- | --------- | ----- | -------- |
| 1      | May & Mads       | Pasodoble | "Don’t Phunk With My Heart" — Black Eyed Peas | -      | -               | -         | -     | Udgik    |
| 2      | Rasmus & Asta    | Samba     | "It Had Better Be Tonight" — Michael Bublé    | 6      | 6               | 6         | 18    | Videre   |
| 3      | Morten & Malene  | Slowfox   | "Black and Gold" — Brenna Whitaker            | 8      | 8               | 9         | 25    | Omdans   |
| 4      | Philip & Camilla | Jive      | "Candyman" — Christina Aguilera               | 8      | 8               | 8         | 24    | Ude      |
| 5      | Rachel & Thomas  | Rumba     | "Never Gonna Give You Up" — Rick Astley       | 7      | 6               | 7         | 20    | Videre   |
| 6      | Anna & Eugen     | Jive      | "Oh, When The Saints" — Lady Gagas version    | 9      | 8               | 9         | 26    | Videre   |

#### Dommerudfordring
- Marianne Eihilt gav sine fem point

for 'linjer i kroppen' til Morten og
Malene.
- Sonny Fredie Pedersen gav sine fem

point for 'show og wow-faktor' til
Philip og Camilla.
- Lene James Mikkelsen gav sine fem

point for 'musikalitet' til Morten og
Malene.

#### Fælles wienervals
| Par              | Dans       | Musik                  | Point |
| ---------------- | ---------- | ---------------------- | ----- |
| May & Mads       | Wienervals | "Ærlig" — August Høyen | Udgik |
| Rasmus & Asta    | Wienervals | "Ærlig" — August Høyen | 6     |
| Morten & Malene  | Wienervals | "Ærlig" — August Høyen | 9     |
| Philip & Camilla | Wienervals | "Ærlig" — August Høyen | 8     |
| Rachel & Thomas  | Wienervals | "Ærlig" — August Høyen | 7     |
| Anna & Eugen     | Wienervals | "Ærlig" — August Høyen | 10    |

### Uge 8: Semifinale - del 1; Jorden rundt
| Nummer | Par             | Dans      | Musik                                          | Eihilt | Fredie-Pedersen | Mikkelsen | Point |
| ------ | --------------- | --------- | ---------------------------------------------- | ------ | --------------- | --------- | ----- |
| 1      | Rasmus & Asta   | Bhangra   | "Jehri Kuri" — Manak-E, Dream Team             | 8      | 7               | 7         | 22    |
| 2      | Rachel & Thomas | Lindy hop | "Sing Sing Sing" — Benny Goodman               | 7      | 7               | 7         | 21    |
| 3      | Morten & Malene | Forró     | "Forró na Casa de Bebé" — Trio Alvorada        | 9      | 7               | 9         | 25    |
| 4      | Anna & Eugen    | Ndombolo  | "Waah!" — Diamond Platnumz feat. Koffi Olomide | 10     | 9               | 10        | 29    |

#### Argentinsk tango
| Nummer | Par             | Dans             | Musik | Eihilt | Fredie-Pedersen | Mikkelsen | Point |
| ------ | --------------- | ---------------- | --- | ------ | --------------- | --------- | ----- |
| 1      | Rachel & Thomas | Argentinsk tango | "Bills Bills Bills" — Destinys Child                                                                                                  | 8      | 8               | 7         | 23    |
| 2      | Rasmus & Asta   | Argentinsk tango | "Wicked Game Tango (Por Una Cabeza)" — Classical Blast (Sophie Monroy, Steve Edwards og David Chiriboga) (oprindeligt af Chris Isaak) | 9      | 7               | 7         | 23    |
| 3      | Morten & Malene | Argentinsk tango | "Shivers" — District 78 feat. Mikayla Lynn (oprindeligt af Ed Sheeran)                                                                | 9      | 9               | 9         | 27    |
| 4      | Anna & Eugen    | Argentinsk tango | "Hands To Myself" — Selena Gomez | 8      | 9               | 8         | 25    |

### Uge 9: Semifinale - del 2
| Nummer | Par             | Dans      | Musik                                             | Eihilt | Fredie-Pedersen | Mikkelsen | Laxholm | Point | Resultat |
| ------ | --------------- | --------- | ------------------------------------------------- | ------ | --------------- | --------- | ------- | ----- | -------- |
| 1      | Morten & Malene | Jive      | "Lujon" — Henry Mancini og "Shake" — Otis Redding | 9      | 9               | 10        | 9       | 37    | Videre   |
| 2      | Rachel & Thomas | Quickstep | "You Can't Hurry Love" — Phil Collins             | 8      | 8               | 8         | 8       | 32    | Ude      |
| 3      | Anna & Eugen    | Vals      | "So This Is Love" — Sneha og ConTejas             | 9      | 8               | 9         | 9       | 35    | Videre   |
| 4      | Rasmus & Asta   | Quickstep | "Dancin’ Fool" — Gary Wilmot                      | 9      | 10              | 8         | 8       | 35    | Videre   |

- Anne Laxholm var med som gæstedommer.[12]

#### Dansebattle
| Par             | Dans   | Musik                                              | Point |
| --------------- | ------ | -------------------------------------------------- | ----- |
| Morten & Malene | Hiphop | "Be Faithful" — Fatman Scoop og The Crooklyn Clan. | 4     |
| Rachel & Thomas | Hiphop | "Be Faithful" — Fatman Scoop og The Crooklyn Clan. | 2     |
| Anna & Eugen    | Hiphop | "Be Faithful" — Fatman Scoop og The Crooklyn Clan. | 8     |
| Rasmus & Asta   | Hiphop | "Be Faithful" — Fatman Scoop og The Crooklyn Clan. | 6     |

- Dansebattlen blev koreograferet af Toniah Pedersen. Nydanserne skulle på gulvet uden deres respektive partnere.

### Uge 10: Finale
| Nummer | Par             | Dans      | Musik                                                                                    | Eihilt | Fredie-Pedersen | Mikkelsen | Point | Resultat    |
| ------ | --------------- | --------- | ---------------------------------------------------------------------------------------- | ------ | --------------- | --------- | ----- | ----------- |
| 1      | Anna & Eugen    | Samba     | "'Verden vågner" — Gilli & Saveus                                                        | 10     | 9               | 9         | 28    | Vindere     |
| 1      | Anna & Eugen    | Freestyle | "La la la" — Naughty Boy og Sam Smith og "777" — Anderson Paak, Bruno Mars og Silk Sonic | 10     | 10              | 10        | 30    | Vindere     |
| 2      | Morten & Malene | Quickstep | "Badehotellet" og "Pop & Pep" — Halfdan E & Jeppe Kaas                                   | 10     | 9               | 9         | 28    | Andenplads  |
| 2      | Morten & Malene | Freestyle | "Will I Make It Out Alive" — Tommee Proffitt og Jessie Early                             | 10     | 10              | 10        | 30    | Andenplads  |
| 3      | Rasmus & Asta   | Rumba     | "Whatever Lola wants" — DJ Maksy                                                         | 10     | 8               | 9         | 27    | Tredjeplads |
| 3      | Rasmus & Asta   | Freestyle | "Spybreak (The Matrix)’’ — Fusion og "Thunderstruck" — AC/DC                             | 9      | 10              | 9         | 28    | Tredjeplads |